# Santiago de Calatrava (kommunhuvudort)
Santiago de Calatrava är en kommunhuvudort i Spanien.   Den ligger i provinsen Provincia de Jaén och regionen Andalusien, i den södra delen av landet, 300 km söder om huvudstaden Madrid. Santiago de Calatrava ligger 397 meter över havet och antalet invånare är 876.
Terrängen runt Santiago de Calatrava är platt österut, men västerut är den kuperad. Runt Santiago de Calatrava är det ganska tätbefolkat, med 56 invånare per kvadratkilometer. Närmaste större samhälle är Martos, 17,8 km öster om Santiago de Calatrava. Trakten runt Santiago de Calatrava består till största delen av jordbruksmark.